# Verwaltungszustellungsgesetz
Das Verwaltungszustellungsgesetz (VwZG) regelt in Deutschland die Form und das Verfahren der Zustellung für die Bundesbehörden, Körperschaften, Anstalten und Stiftungen des öffentlichen Rechts und die Landesfinanzbehörden.
Nach der Novelle 2005 wurde das Verwaltungszustellungsgesetz erheblich modernisiert. Die Vorschriften wurden nicht nur für den elektronischen Rechtsverkehr angepasst, es wurden auch Anpassungen entsprechend den Änderungen im zivilrechtlichen Zustellungsverfahren vorgenommen. Eine Zustellung ist auch durch Einschreiben möglich, etwa mit einem Übergabe-Einschreiben oder mit Einschreiben mit Rückschein, lediglich mit einem Einwurf-Einschreiben kann eine Zustellung nicht erfolgen.
Neu ist der Begriff der verwaltungsrechtlichen Zustellung. Setzte diese vor dem 1. Februar 2006 noch die körperliche „Übergabe“ voraus, knüpft nunmehr § 1 VwZG an die Bekanntgabe entsprechend § 41 Verwaltungsverfahrensgesetz.
Die Sonderregelung für die Zustellung an Beamte wurde abgeschafft, der Gesetzestext zudem von 16 Vorschriften auf nunmehr zehn gestrafft.
Die einzelnen Bundesländer haben eigene Verwaltungszustellungsgesetze erlassen, diese geben aber in der Regel den Inhalt identisch wieder oder verweisen statisch oder dynamisch auf dieses Bundesgesetz.